# 科諾皮什切城堡

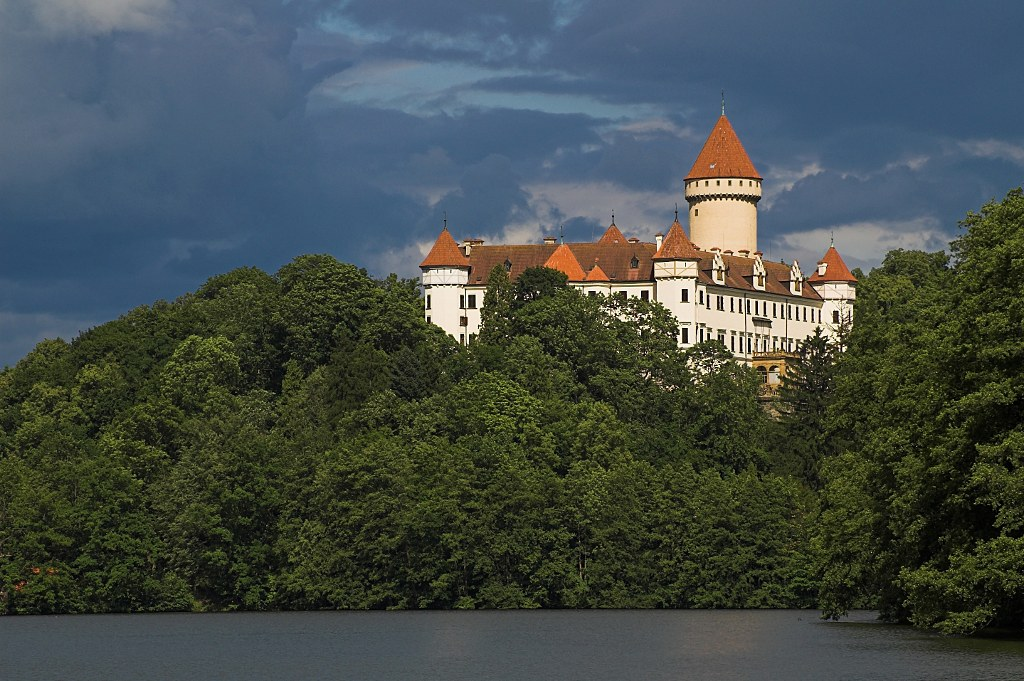
科諾皮什切城堡

科諾皮什切城堡（Konopiště）是位於捷克中部地區的一個城堡，距首都布拉格約有50公里。科諾皮什切城堡始建於1280年代，現在是一座博物館。這座城堡也是法蘭茲·斐迪南大公生前最後的住所。自1971年開始，科諾皮什切城堡對公眾開放參觀。

## 外部連結
- Official website （页面存档备份，存于） （英文）
- Pictures of the castle （页面存档备份，存于） （捷克文）
- Castles of the World （页面存档备份，存于） （英文）